# هراچوهی دردزاکیان
هراچوهی دردزاکیان (ارمنی: Հրաչուհի Դերձակյան؛  ۱۸۸۶ ) یک بازیگر اهل ارمنستان بود. وی بین سال‌های - تا - میلادی فعالیت می‌کرد.

## زندگی‌نامه
وی در ۱۸۸۶ در محله کدیک پاشا کنستانتینوپل به دنیا آمد . وی با گروه تئاتری پوغوسیان فعالیت می‌کرد. 